# Aleksandra Hołda
Aleksandra Hołda (ur. 27 listopada 1996) – polska lekkoatletka specjalizująca się w biegach długodystansowych. Dwukrotna młodzieżowa mistrzyni Polski U23 w biegu na 5000 metrów (Suwałki 2017), (Ruda śląska 2018), młodzieżowa mistrzyni Polski U23 w biegu na 10000 metrów (Sieradz 2018).

## Rekordy życiowe
Opracowano na podstawie
| Konkurencja           | Obiekt  | Data            | Miejsce     | Wynik    |
| --------------------- | ------- | --------------- | ----------- | -------- |
| bieg na 600 metrów    | stadion | 12 czerwca 2011 | Kraków      | 1:35.63  |
| bieg na 1500 metrów   | stadion | 30 czerwca 2018 | Sieradz     | 4:22,28  |
| bieg na 3000 metrów   | stadion | 11 czerwca 2016 | Gdańsk      | 9:28:56  |
| bieg na 5000 metrów   | stadion | 5 czerwca 2018  | Łomża       | 16:31:23 |
| bieg na 10 000 metrów | stadion | 19 maja 2018    | Ruda Śląska | 36:11:15 |

## Osiągnięcia
Opracowano na podstawie
| Rok  | Impreza                            | Miejsce      | Konkurencja          | Pozycja    | Wynik    |
| ---- | ---------------------------------- | ------------ | -------------------- | ---------- | -------- |
| 2016 | Młodzieżowe Mistrzostwa Polski U23 | Jelenia Góra | bieg na 5000 metrów  | 2. miejsce | 17:15:25 |
| 2016 | Młodzieżowe Mistrzostwa Polski U23 | Jelenia Góra | bieg na 1500 metrów  | 3. miejsce | 4:27:00  |
| 2017 | Młodzieżowe Mistrzostwa Polski U23 | Suwałki      | bieg na 5000 metrów  | 1. miejsce | 17:10:10 |
| 2017 | Młodzieżowe Mistrzostwa Polski U23 | Suwałki      | bieg na 1500 metrów  | 3. miejsce | 4:23:69  |
| 2018 | Młodzieżowe Mistrzostwa Polski U23 | Ruda Śląska  | bieg na 10000 metrów | 1. miejsce | 36:11:15 |
| 2018 | Młodzieżowe Mistrzostwa Polski U23 | Sieradz      | bieg na 5000 metrów  | 1. miejsce | 17:03:22 |
| 2018 | Młodzieżowe Mistrzostwa Polski U23 | Sieradz      | bieg na 1500 metrów  | 3. miejsce | 4:22:28  |